# Vaskivciîkî, Krasîliv
Vaskivciîkî (în ucraineană Васьківчики) este localitatea de reședință a comunei Vaskivciîkî din raionul Krasîliv, regiunea Hmelnîțkîi, Ucraina.

## Demografie
Componența lingvistică a localității Vaskivciîkî
     Ucraineană (100%)
Conform recensământului din 2001, toată populația localității Vaskivciîkî era vorbitoare de ucraineană (100%).